# Kudō Shin’ichi no fukkatsu! Kuro no soshiki to no confrontation
Meitantei Conan – Kudō Shin’ichi no fukkatsu! Kuro no soshiki to no confrontation (jap. 名探偵コナン　工藤新一の復活！ ～黒の組織との対決～) – drugi film telewizyjny inspirowany mangą i anime Detektyw Conan autorstwa Gōshō Aoyamy. Fabuła filmu oparta jest na trzeciej powieści inspirowanej serią, autorstwa Gōshō Aoyama, Mutsuki Watanabe i Takahisa Taira – Shōsetsu – Meitantei Conan – Kudō Shin’ichi no fukkatsu! Kuro no soshiki to no confrontation (jap. 小説 名探偵コナン 工藤新一の復活 〜黒の組織との対決〜; ISBN 978-4091212559).
Miał swoją premierę w Japonii na kanale Yomiuri TV 17 grudnia 2007 roku. Oglądalność filmu wyniosła 11,9%.
Podczas przyjęcia z okazji przyznania tytułu "Miss Japanesque", Conan zjada ciasto, które na jakiś czas przywraca mu jego normalną postać – Shin’ichiego Kudō. W tym samym czasie na przyjęciu dochodzi do morderstwa i Shin’ichi musi rozwiązać sprawę zanim ponownie zmieni się w Conana jednocześnie unikając członków Czarnej Organizacji, która zamieniła go w dziecko.

## Obsada
- Shun Oguri jako Shin’ichi Kudō
  - Nao Fujisaki jako Conan Edogawa
  - Minami Takayama jako Conan Edogawa (głos)
- Tomoka Kurokawa jako Ran Mōri
- Yū Kashii jako Shiho Miyano
  - Kyōka Shibata jako Ai Haibara
  - Megumi Hayashibara jako Ai Haibara (głos)
- Kuranosuke Sasaki jako Gin
- Tarō Okada jako Vodka
- Masato Ibu jako inspektor Jūzō Megure
- Takanori Jinnai jako Kogorō Mōri
- Mayuko Iwasa jako Sonoko Suzuki
- Ryōsei Tayama jako profesor Agasa
- Daijirō Kawaoka jako Amano Shoichi
- Mari Nishio jako Mimi Kotobuki
- Natsuki jako Karen Kotobuki
- Minami Otomo jako Sumika Abe
- Erika Mine jako Kyomi Kawada
- Kenta Satoi jako Daigo Miura
- Tatsuya Hirata
- Ryuhei Kawana
- Mikio Namiki
- Kioo Ikeda
- Rin Takagi
- Takumi Bando
- Minami Kawase
- Yumi Tanaka

Źródło: